# Egyptian Russian University
Die Egyptian Russian University (ERU, arabisch الجامعة المصرية الروسية, DMG al-Ǧāmiʿa al-Miṣriyya ar-Rūsiyya; russisch Египетско-российский университет Jegipetsko-rossijski universitet) ist eine 2006 gegründete Universität in Badr, Gouvernement al-Qahira, Ägypten. Sie ist die einzige russische Universität im Nahen Osten. Präsident ist Sherif Helmy.
Erste Bachelor-Abschlüsse wurden im September 2011 verliehen. 2011 studierten etwa 1500 Studenten an den beiden Fakultäten für Engineering und Pharmakologie.
Der Studiengang in Kernkraftwerkstechnik kann in 11 Semestern abgeschlossen werden. Die Unterrichtssprache ist Englisch, aber einige spezielle Kurse in den Geisteswissenschaften können in Arabisch angeboten werden.

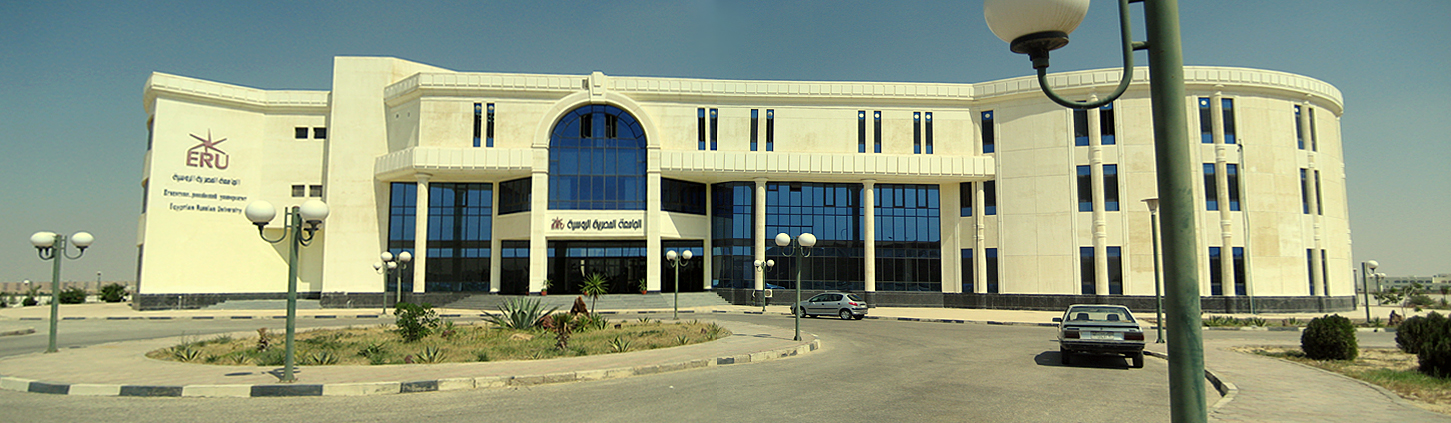
Gebäude der Egyptian Russian University

## Kooperationen / Partneruniversitäten
- Moskauer Energetisches Institut, Moskau
- Staatliche Technische Universität Ischewsk (ISTU)
- Russische Universität der Völkerfreundschaft, Moskau
- Institut für orientalische Studien, Russische Akademie der Wissenschaften, Moskau
- Polytechnische Universität Tomsk, Tomsk
- Russische Staatliche Geisteswissenschaftliche Universität, Moskau
- Staatliche Technische Universität Magnitogorsk